# Волжская ГЭС
Во́лжская ГЭС имени Ф. Г. Логинова (ранее Сталинградская ГЭС, Волжская ГЭС имени XXII съезда КПСС) — гидроэлектростанция на реке Волге в Волгоградской области, расположенная между городами Волгоградом и Волжским. Крупнейшая гидроэлектростанция в Европе, в 1960—1963 годах была крупнейшей ГЭС в мире. Входит в Волжско-Камский каскад ГЭС, являясь его нижней ступенью. Волжская ГЭС играет важную роль в обеспечении надёжности работы Единой энергосистемы России, а также обеспечивает крупнотоннажное судоходство, водоснабжение, орошение засушливых земель.
Возможность сооружения Волжской ГЭС (первоначально в створе в районе Камышина) рассматривалось с начала 1930-х годов в рамках плана «Большая Волга», предусматривавшего зарегулирование Волги каскадом гидроузлов. Строительство станции было начато в 1950 году и было объявлено одной из «Великих строек коммунизма». Первоначально строительные работы велись под контролем МВД СССР с использованием труда заключённых, с 1953 года и до завершения строительства в 1962 году станция возводилась силами вольнонаёмного персонала.
Строительство Волжской ГЭС и связанных с ней линий электропередачи сыграло решающую роль в объединении энергосистем Центра, Поволжья и Юга, с линий электропередачи Волжской и Жигулёвской ГЭС началось формирование Единой энергосистемы России. Станция стала основой нового территориально-производственного комплекса, большая часть предприятий которого располагается в городе Волжском, выросшем из посёлка гидростроителей ГЭС. Одновременно возведение станции и Волжско-Камского каскада в целом привело к ряду неблагоприятных социальных и экологических последствий —
затоплению земель и переселению людей, перекрытию нерестовых путей ценных пород рыб, изменению водного режима Волго-Ахтубинской поймы.
Собственником Волжской ГЭС (за исключением судоходного шлюза, а также автодорожного и железнодорожного переходов) является ПАО «РусГидро».

## Конструкция станции
Волжская ГЭС представляет собой низконапорную русловую гидроэлектростанцию (здание ГЭС входит в состав напорного фронта). Сооружения гидроузла имеют I класс капитальности и включают в себя три земляные плотины, здание ГЭС с донными водосбросами и сороудерживающим сооружением, водосбросную плотину с рыбоподъёмником, судоходные шлюзы с дамбами, подходными каналами и Межшлюзовой ГЭС, ОРУ 220 и 500 кВ. По сооружениям ГЭС проложены автомобильная и железная дороги. Установленная мощность электростанции — 2734 МВт (с учётом Межшлюзовой ГЭС — 2756 МВт), проектная среднегодовая выработка электроэнергии — 11 500 млн кВт·ч, фактическая среднегодовая выработка электроэнергии — 11 100 млн кВт·ч.

### Земляные плотины
В состав сооружений станции входят три земляных плотины — русловая и две пойменные, образующие большую часть напорного фронта. Русловая плотина № 40 расположена между правым берегом и зданием ГЭС, её длина составляет 1200 м, максимальная высота — 47 м, ширина по гребню — 70 м. Пойменная плотина № 41 расположена между водосбросной плотиной и судоходным шлюзом, её длина составляет 800 м. Пойменная плотина № 42 расположена между судоходным шлюзом и левым берегом, её длина составляет 1250 м. Общий объём тела грунтовых плотин составляет 23 400 млн м³. Плотины намыты из мелкозернистых песков, со стороны нижнего бьефа расположен каменный банкет (дренажная призма). Верховой откос плотин защищён от размывания волнами железобетонными плитами толщиной 0,5 м.

### Водосливная плотина
Водосливная плотина расположена между зданием ГЭС и земляной плотиной № 41. По конструкции плотина гравитационная бетонная, длиной 725 м и наибольшей высотой 44 м. Плотина разбита на 14 секций, по два водосливных пролёта шириной 20 м в каждой секции. Всего имеется 27 водосливных пролётов, ещё в одном пролёте расположен рыбоподъёмник. Гашение энергии сбрасываемой воды происходит на водобое длиной 55 м, рисберме длиной 143 м и дне ковша длиной 46 м. Перед плотиной размещён анкерный понур длиной 53 м, выполненный в виде железобетонной плиты толщиной 0,4—0,55 м. Водосливные пролёты перекрываются плоскими затворами, оперирование затворами производится при помощи двух козловых кранов грузоподъёмностью 125 тонн. Пропускная способность водосливной плотины (без учёта рыбоподъёмника) составляет 30 850 м³/с при нормальном подпорном уровне (НПУ) и 37 500 м³/с при форсированном подпорном уровне (ФПУ). Суммарная водопропускная способность сооружений гидроузла (с учётом пропуска через гидроагрегаты и донные водосбросы здания ГЭС) составляет 63 060 м³/с при НПУ.
В одном из пролётов водосливной плотины находится гидравлический рыбоподъёмник. Он состоит из двух ниток рыбонакопителей в нижнем бьефе, двух ниток рабочих камер, выполненных в виде вертикальных шлюзовых шахт, выходного лотка, расположенного в верхнем бьефе, и блока питания, в котором расположен гидроагрегат мощностью 11 МВт с турбиной ПЛ-30-В-330 и генератором ВГС-525/84-32. С 1993 года рыбоподъёмник не эксплуатируется по причине отсутствия подхода осетровых рыб к плотине Волжской ГЭС.

### Здание ГЭС
Здание ГЭС руслового типа (воспринимает напор воды) совмещено с донными водосбросами. Длина здания — 736 м, ширина 90 м, наибольшая высота 71 м. Конструктивно здание ГЭС выполнено из монолитного железобетона (всего уложено 2,48 млн м³), разделяется на 11 секций. В каждой секции расположены по два гидроагрегата и по четыре донных водосброса, итого на ГЭС имеется 44 донных водосброса, перекрываемых плоскими аварийно-ремонтными и ремонтными затворами. Пропускная способность водосбросов при нормальном подпорном уровне водохранилища составляет 15 400 м³/с, водосбросы использовались только в период строительства и после 1960 года в работу не вводились. Для оперирования затворами со стороны верхнего и нижнего бьефов имеются козловые краны грузоподъёмностью 200 т. Гашение потока сбрасываемой воды происходит на водобое и рисберме с ковшом. Со стороны верхнего бьефа на расстоянии 79 м перед зданием ГЭС расположено сороудерживающее сооружение с сороудерживающими решётками, оперирование которыми производится с помощью козлового крана грузоподъёмностью 75 т. Противофильтрационная система здания ГЭС включает в себя понур длиной 35,57 м (перед сороудерживающим сооружением) и ряды из шпунта перед верховой и после низовой грани фундаментной плиты сороудерживающего сооружения.
В машинном зале ГЭС установлены 22 вертикальных гидроагрегата: 1 — мощностью 115 МВт, 5 — мощностью по 120 МВт и 16 — мощностью по 125,5 МВт. Гидроагрегаты оборудованы поворотно-лопастными турбинами, ПЛ-30/877-В-930 (17 шт.) и ПЛ-30/587-В-930 (5 шт.), работающими на расчётном напоре 20—21,5 м. Турбины приводят в действие гидрогенераторы СВ2-1500/200-88 (19 шт.) и СВ2-1488/200-88УХЛ4 (3 шт.). Производитель гидротурбин основных гидроагрегатов станции и всех гидрогенераторов — концерн «Силовые машины», гидротурбин рыбоподъёмника и Межшлюзовой ГЭС — харьковское предприятие «Турбоатом». Сборка/разборка гидроагрегатов производится при помощи двух мостовых кранов грузоподъёмностью 450 т. Водоводы и отсасывающие трубы гидроагрегатов оборудованы плоскими ремонтными затворами. Вход в спиральную камеру перекрывается плоскими аварийными затворами.

Сооружения и оборудование Волжской ГЭС
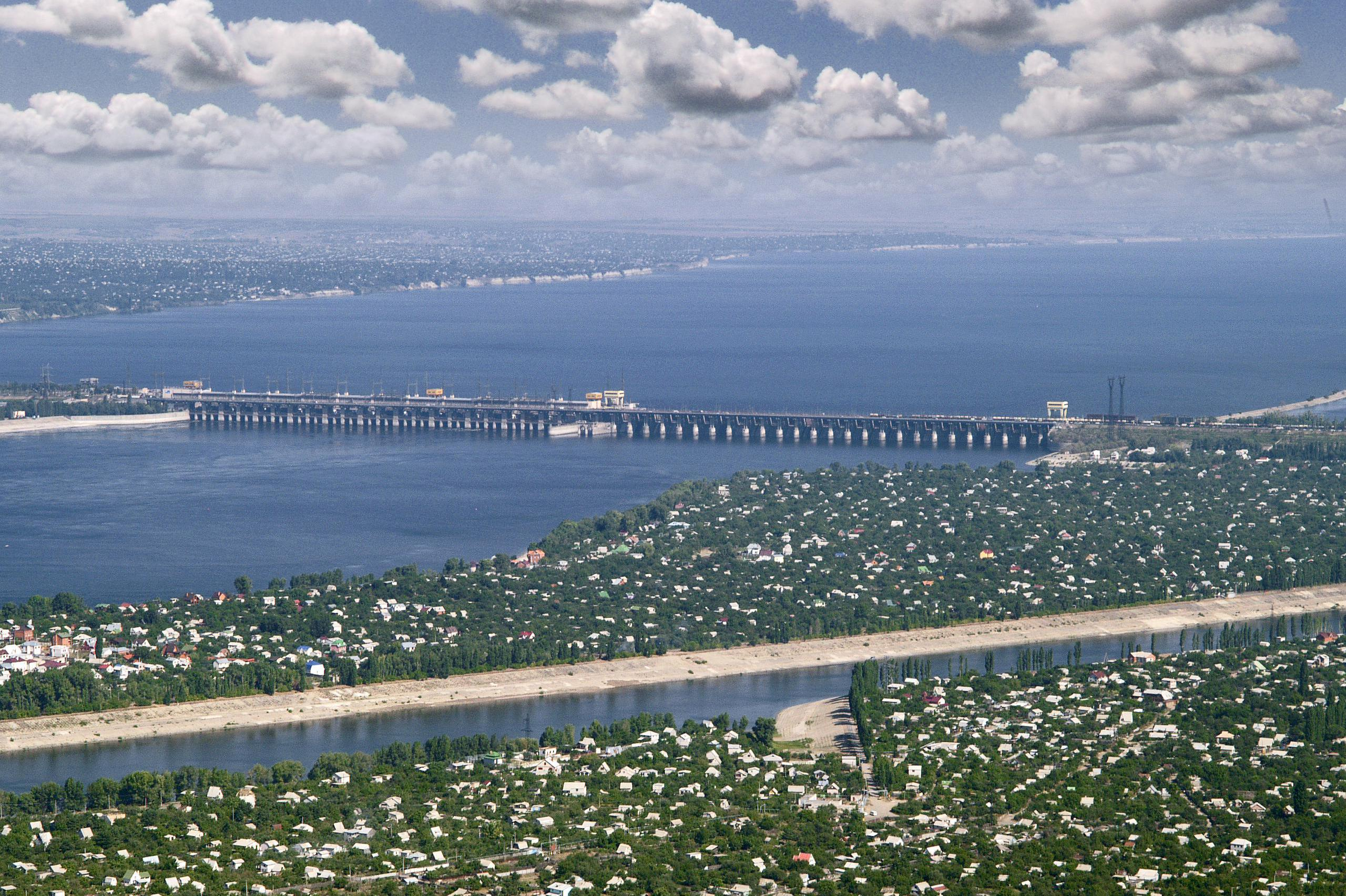
Панорама здания ГЭС и водосливной плотины
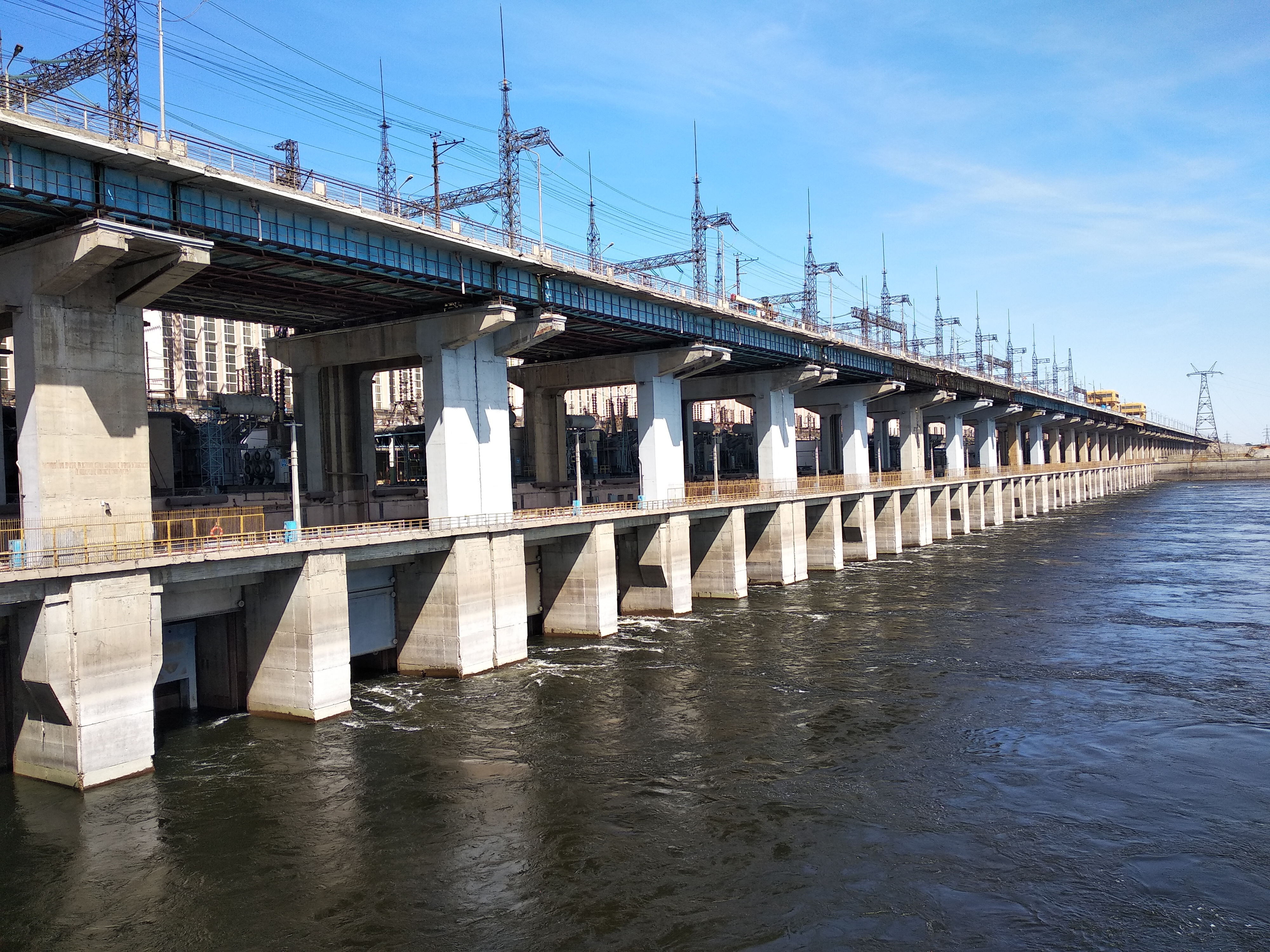
Здание ГЭС
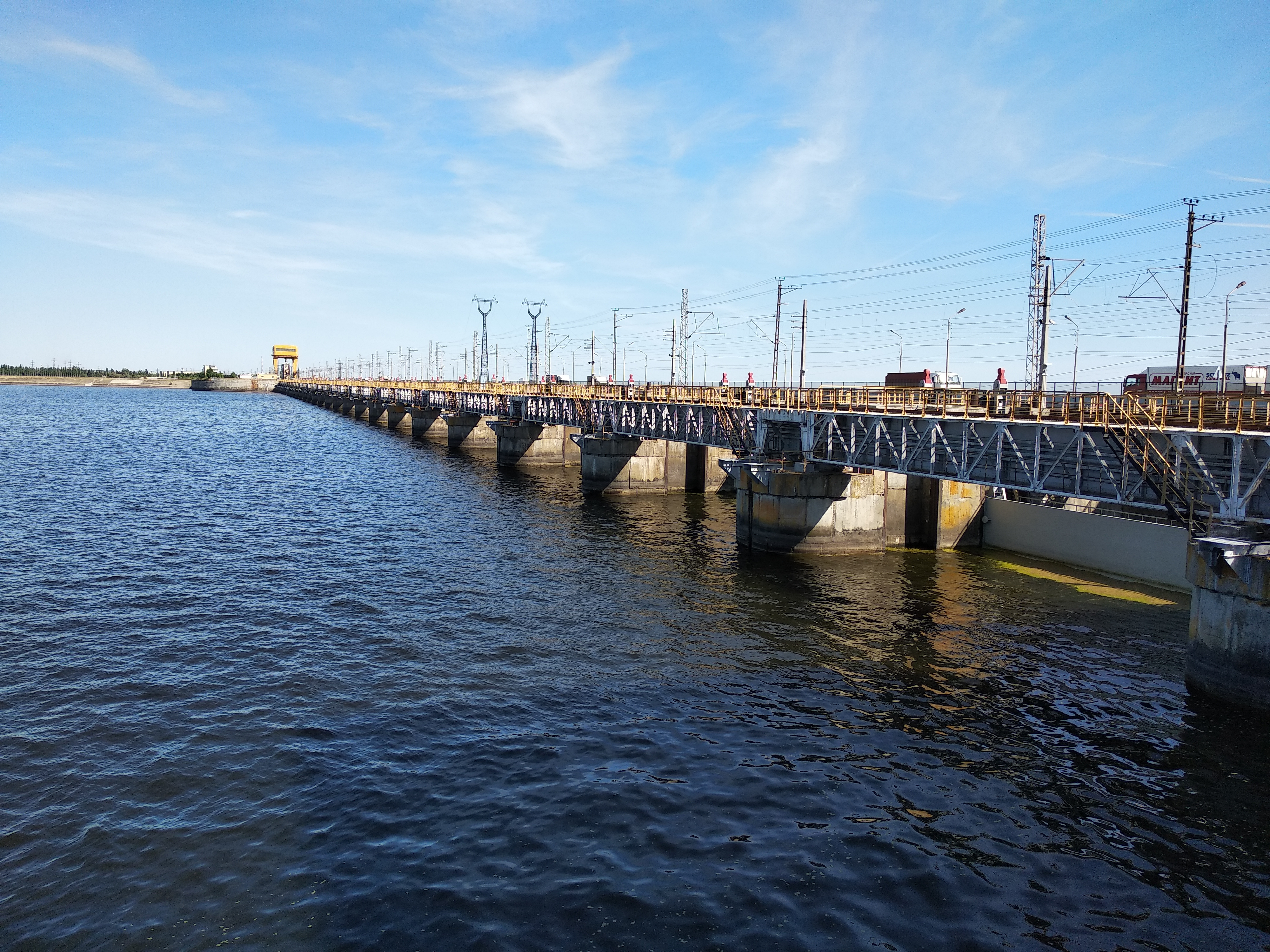
Водосливная плотина (верхний бьеф)
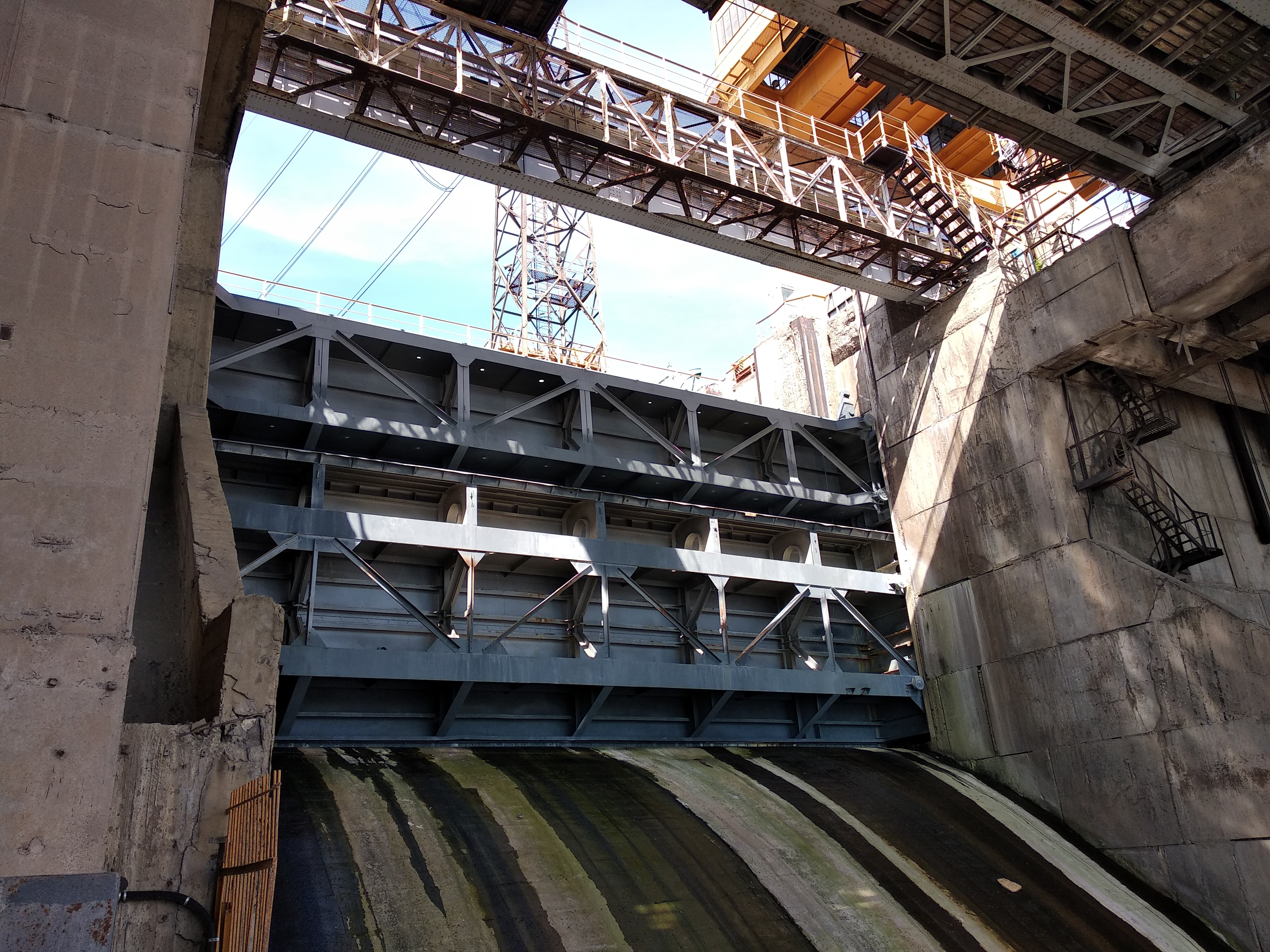
Затвор водосливной плотины
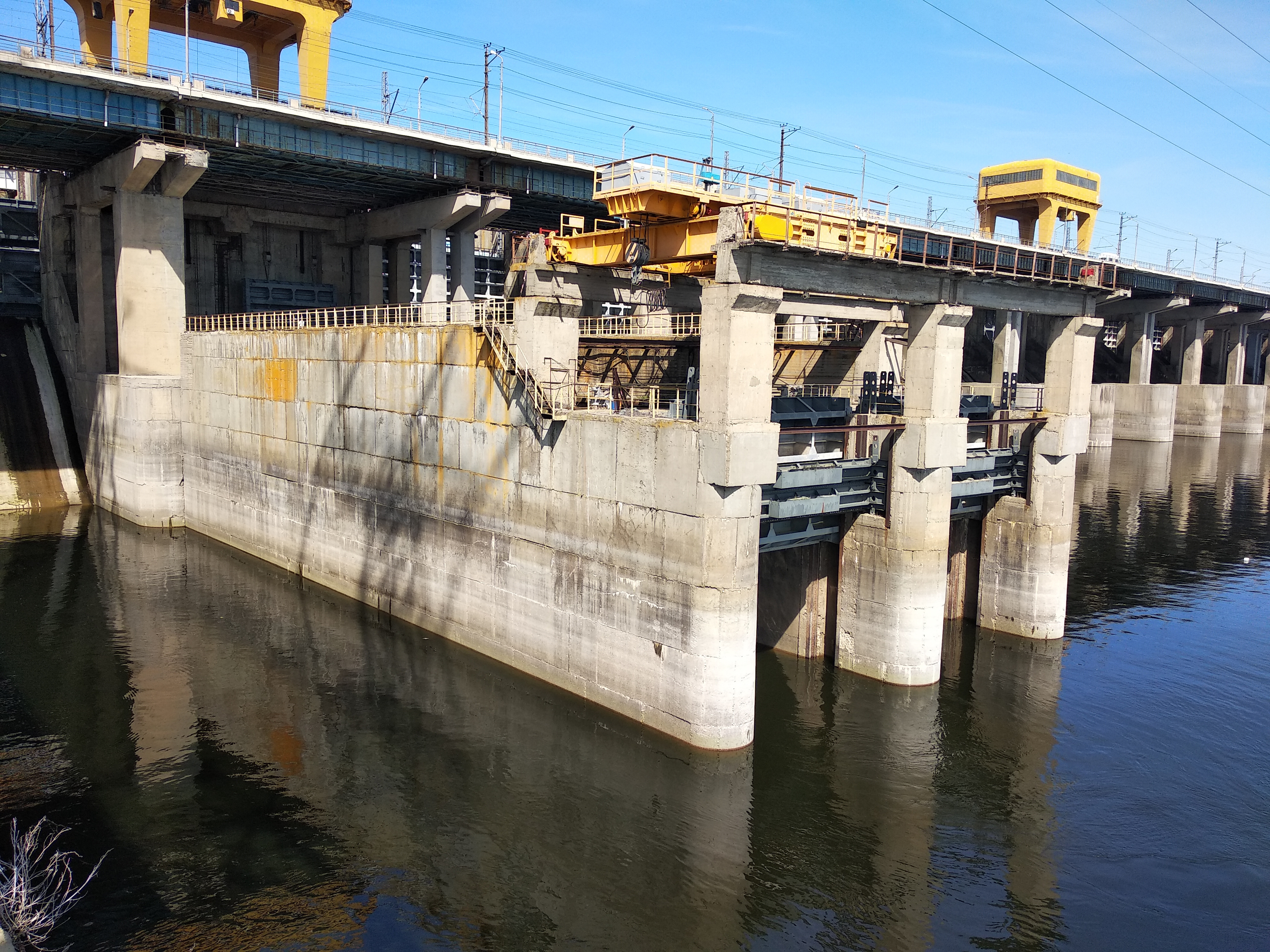
Рыбоход
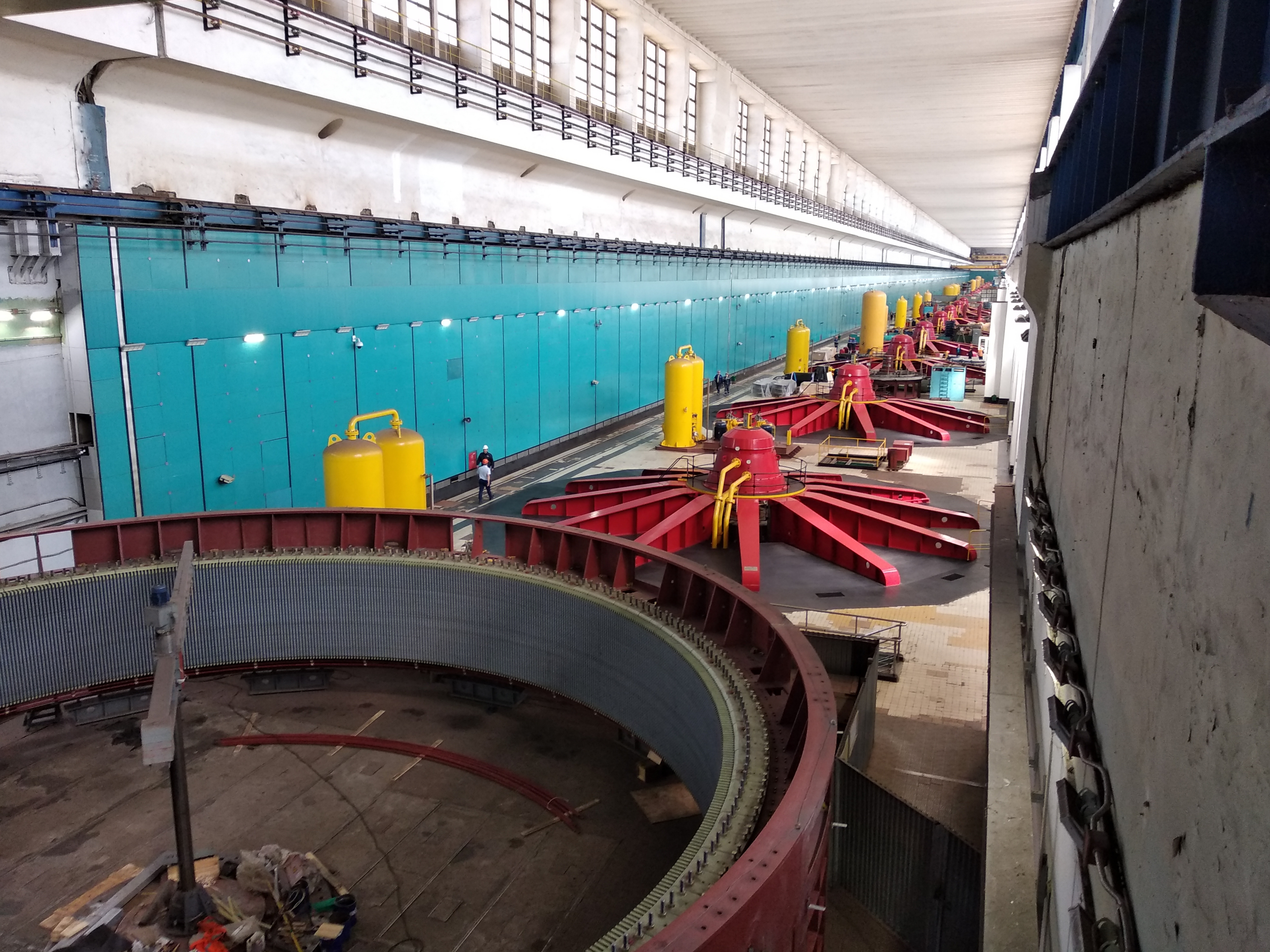
Машинный зал
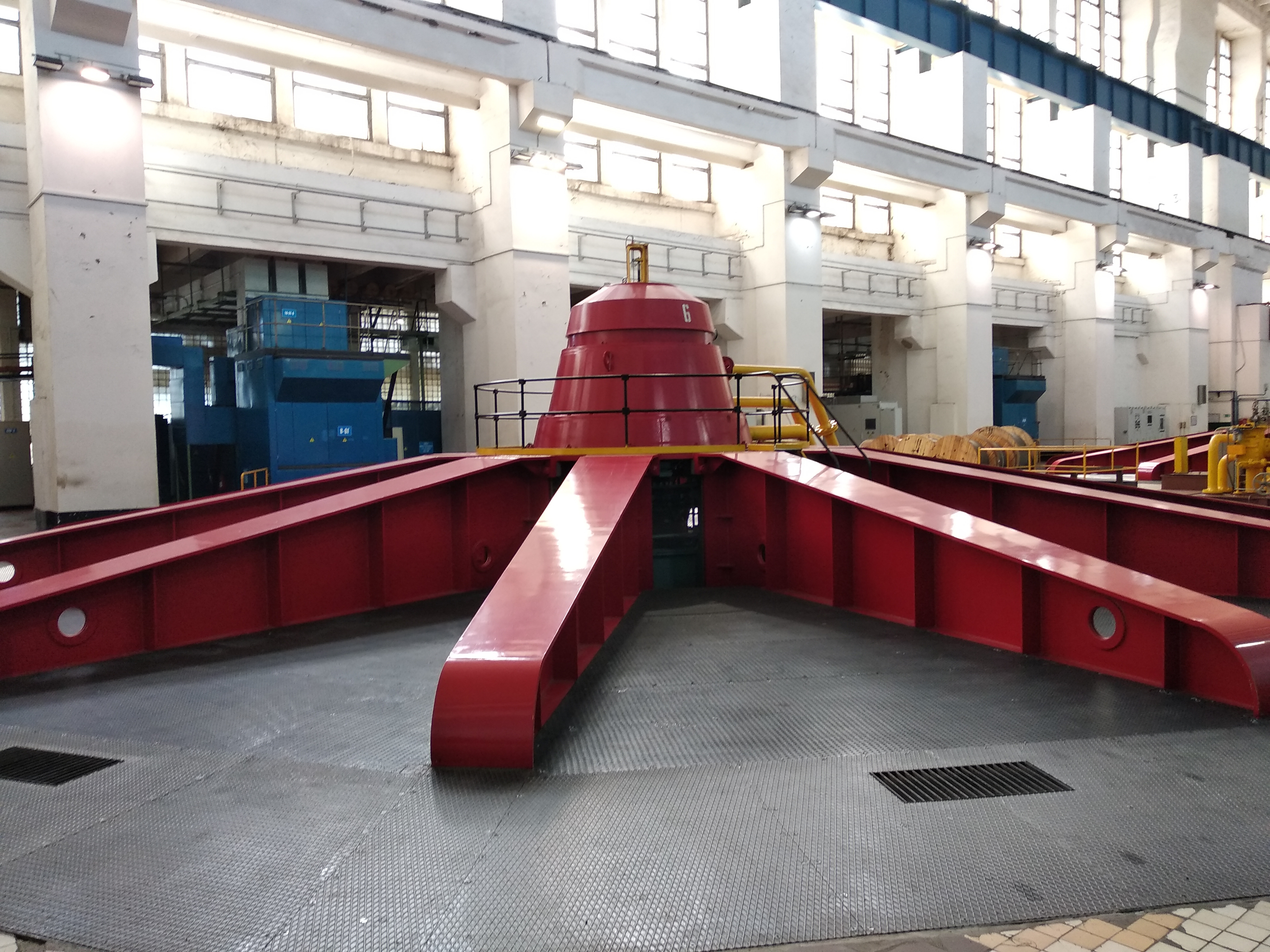
Гидроагрегат
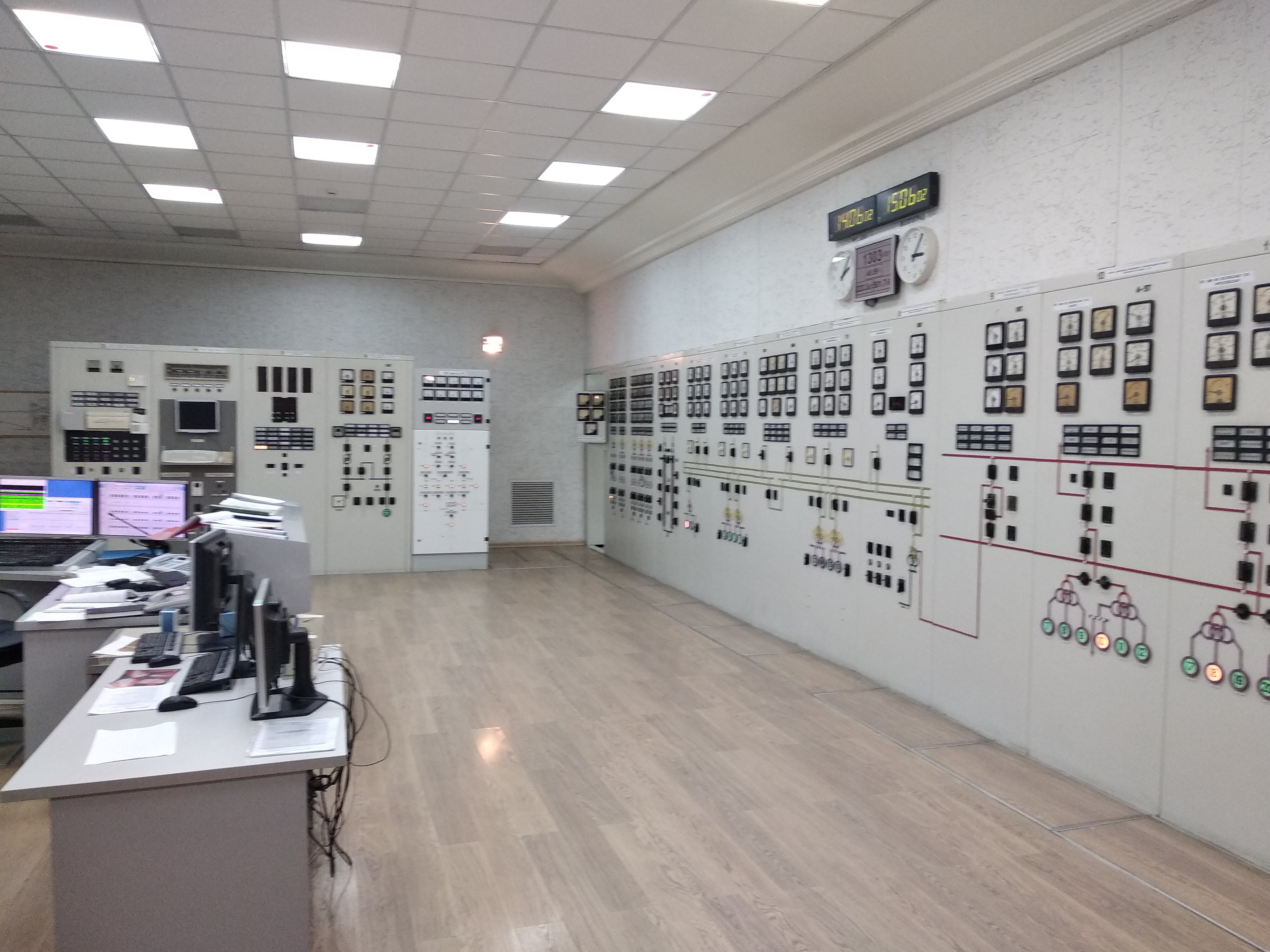
Центральный пульт управления

### Схема выдачи мощности
Гидроагрегаты выдают электроэнергию на напряжении 13,8 кВ на однофазные трансформаторы, расположенные на здании ГЭС со стороны нижнего бьефа. Всего имеется 9 групп трансформаторов: четыре группы трансформаторов ОРДЦ-135000/500 (12 фаз мощностью по 135 МВА), к каждой из которых присоединено по три гидрогенератора, и пять групп трансформаторов ОДЦТНП-135000/400/220 (15 фаз мощностью по 135 МВА), к каждой из них присоединены по два гидрогенератора. Станция имеет два открытых распределительных устройства (ОРУ) напряжением 220 и 500 кВ. ОРУ 220 кВ расположено на расширенном участке земляной плотины № 40 в нижнем бьефе, ОРУ 500 кВ — на правом берегу. Связь распределительных устройств друг с другом производится через одну группу автотрансформаторов АОДЦТН-267000/500/220 (3 фазы мощностью по 267 МВА), а также фазоповоротный (вольтодобавочный) трансформатор ТДЦТНФ-195260/220-У1. Электроэнергия Волжской ГЭС выдаётся в энергосистему по следующим линиям электропередачи:
- ВЛ 500 кВ Волжская ГЭС — ПС Волга
- ВЛ 500 кВ Волжская ГЭС — ПС Фроловская
- ВЛ 220 кВ Волжская ГЭС — ПС Алюминиевая (3 цепи)
- ВЛ 220 кВ Волжская ГЭС — ПС Волжская (2 цепи)

С 1962 года выдача мощности также производилась по единственной в СССР и России промышленной линии постоянного тока Волгоград — Донбасс напряжением 800 кВ (между полюсами, или +400 и −400 кВ относительно земли), на Волжской ГЭС в здании станции была смонтирована преобразовательная подстанция. По состоянию на 2018 год линия постоянного тока и преобразовательная подстанция выведены из эксплуатации, планируется демонтаж оборудования.

Объекты схемы выдачи мощности Волжской ГЭС
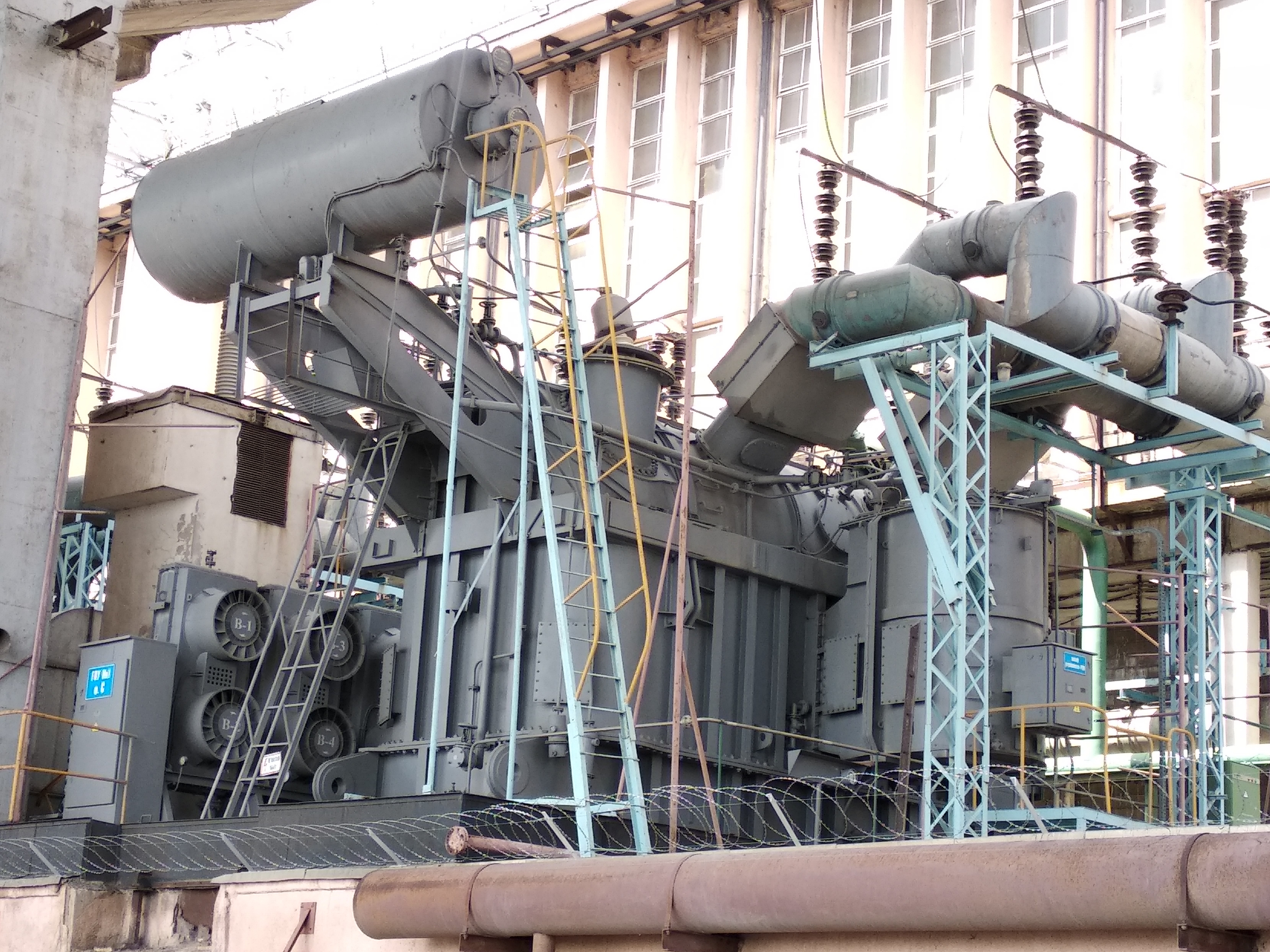
Силовой трансформатор
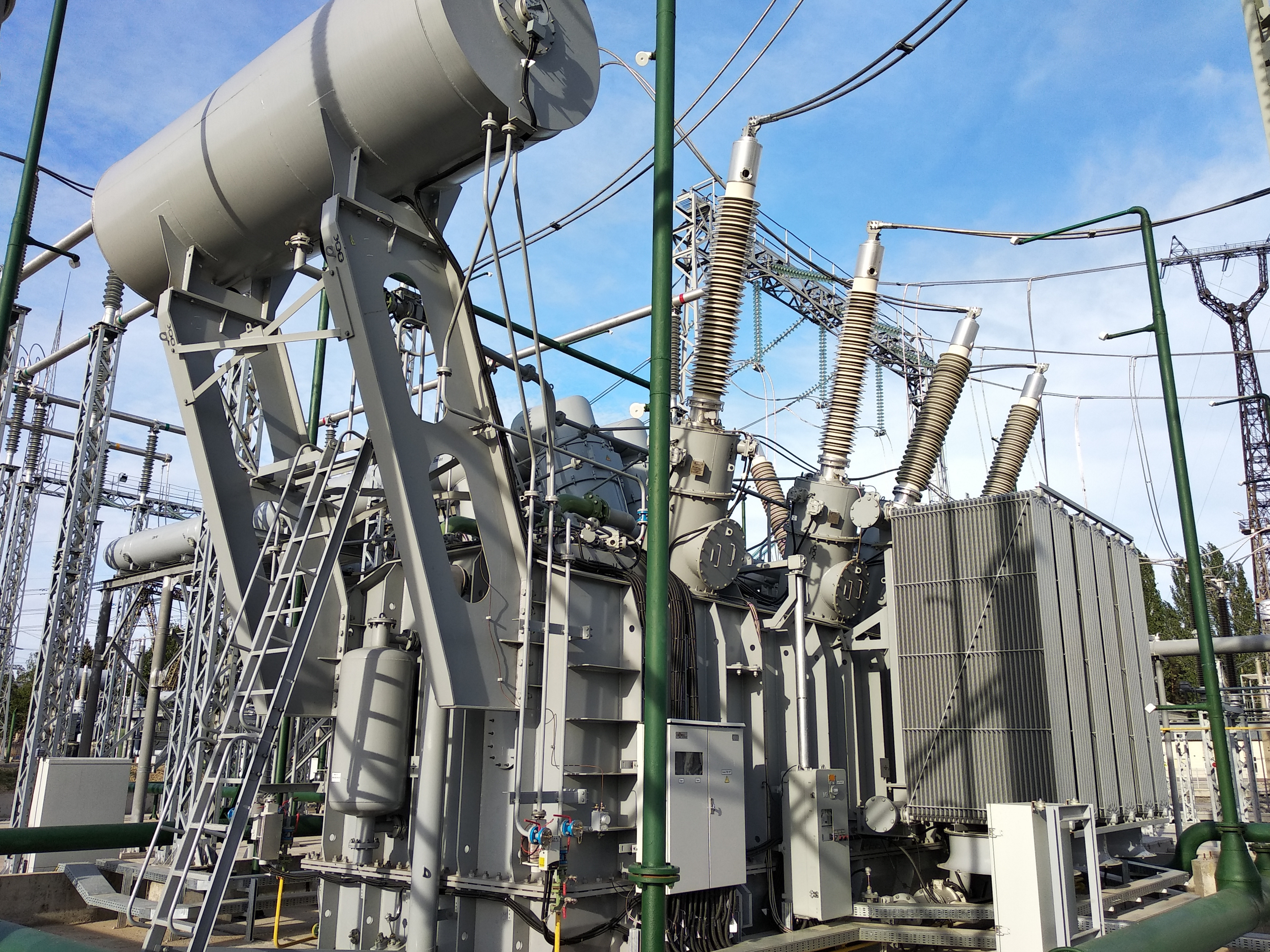
Фазоповоротный трансформатор
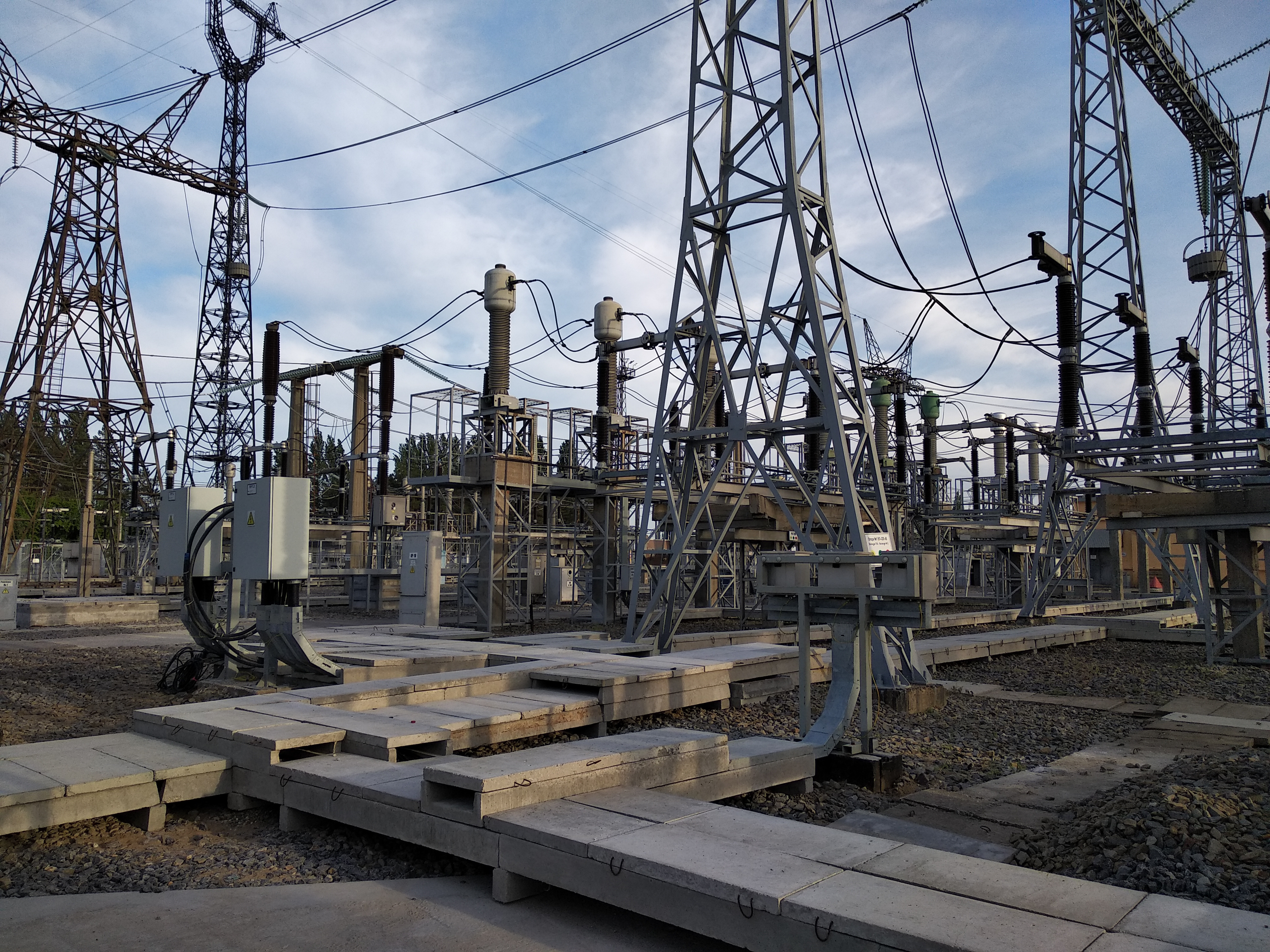
ОРУ-220 кВ

### Судоходные шлюзы

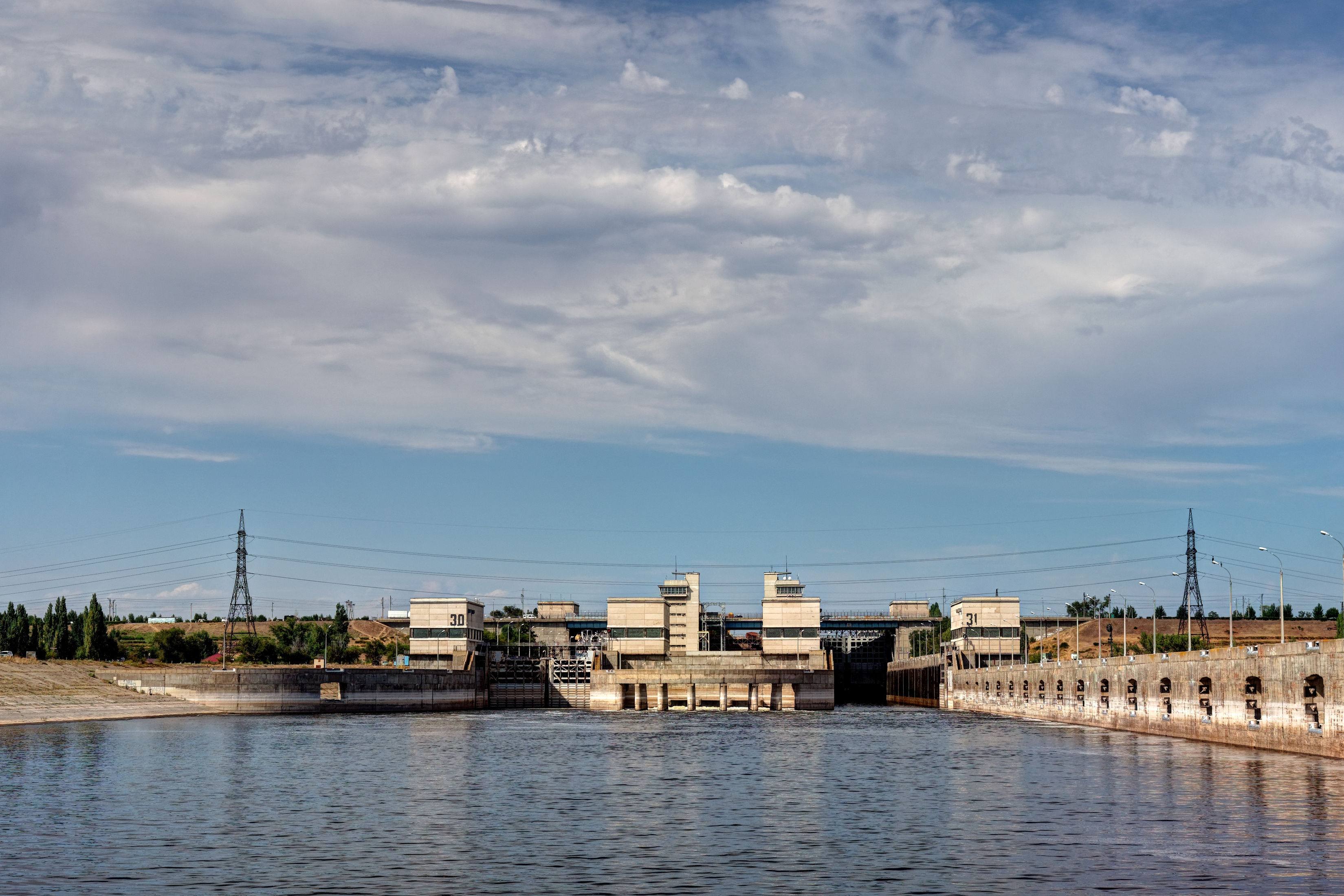
Судоходные шлюзы Волжской ГЭС

Для пропуска через гидроузел речных судов используются двухниточные двухкамерные судоходные шлюзы с аванпортом, низовым походным каналом и водосбросом, расположенные на левом берегу. В отличие от Жигулёвской ГЭС, где два двухниточных шлюза разделены промежуточным бьефом протяжённостью 3,8 км, а также от Горьковской ГЭС, где также имеются два двухниточных шлюза, только разделённые обширной акваторией среднего бьефа, здесь в каждой нити имеются верхняя и нижняя шлюзовые камеры, вплотную прилегающие друг к другу. Система питания шлюзов распределительная, через донные водопроводные галереи с частичным боковым сбросом. Длина каждой камеры шлюза — 290 м, ширина — 30 м, время наполнения и опорожнения камеры — 8 минут. В системе внутренних водных путей камеры шлюзов имеют номера 30 и 31. Помимо обеспечения судоходства, шлюзы могут использоваться для пропуска рыбы на нерест (как при шлюзовании судов, так и специальным шлюзованием рыбы), для чего между камерами шлюзов размещена Межшлюзовая ГЭС мощностью 22 МВт. В здании Межшлюзовой ГЭС установлено два гидроагрегата с поворотно-лопастными турбинами ПЛ-30-В-330 и генераторами ВГС-525/84-32, работающих при расчётном напоре 17 м. Судоходные шлюзы и Межшлюзовая ГЭС находятся в государственной собственности и эксплуатируются ФБУ «Администрация Волго-Донского бассейна внутренних водных путей».

### Водохранилище
Напорные сооружения ГЭС образуют крупное Волгоградское водохранилище. Площадь водохранилища при нормальном подпорном уровне 3117 км², длина 524 км, максимальная ширина 17 км, максимальная глубина 41 м. Полная и полезная ёмкость водохранилища составляет 31,45 и 8,25 км³ соответственно, что позволяет осуществлять суточное и недельное регулирование стока (ёмкость водохранилища достаточна для обеспечения работы ГЭС в режиме регулирования неравномерностей энергопотребления в энергосистеме в течение суток и недели). Отметка нормального подпорного уровня водохранилища составляет 15 м над уровнем моря (по Балтийской системе высот), форсированного подпорного уровня — 16,3 м, уровня мёртвого объёма — 12 м.

## Последствия создания Волжской ГЭС

### Экономическое значение
Волжская ГЭС является крупнейшей гидроэлектростанцией в Европейской части России (и в целом в Европе). По расчётам 1960-х годов себестоимость её электроэнергии была в 9 раз ниже себестоимости электроэнергии тепловых электростанций, строительство станции позволило отказаться от сжигания 5 млн тонн донецких углей и окупилось уже к 1967 году. Всего за период эксплуатации Волжская ГЭС выработала более 700 млрд кВт·ч дешёвой возобновляемой электроэнергии. Строительство станции сыграло решающую роль в объединении энергосистем Центра, Поволжья и Юга, с линий электропередачи Волжской и Жигулёвской ГЭС началось формирование Единой энергосистемы России. Благодаря своим манёвренным мощностям, Волжская ГЭС имеет большое значение для обеспечения надёжной работы единой энергосистемы.
| 2006   | 2007   | 2008   | 2009   | 2010   | 2011   | 2012   | 2013   | 2014   | 2015   | 2016   | 2017   | 2018   | 2019   | 2020   | 2021   | 2022   |
| ------ | ------ | ------ | ------ | ------ | ------ | ------ | ------ | ------ | ------ | ------ | ------ | ------ | ------ | ------ | ------ | ------ |
| 11 307 | 13 537 | 11 817 | 11 853 | 10 260 | 10 426 | 11 626 | 12 839 | 11 566 | 10 999 | 11 841 | 13 941 | 13 235 | 12 254 | 14 117 | 11 233 | 11 782 |

Волгоградское водохранилище активно используется в интересах водного транспорта, являясь частью Единой глубоководной системы Европейской части Российской Федерации. Благодаря созданию водохранилища и обеспечению повышенных судоходных пропусков в период навигации, Волжская ГЭС обеспечивает глубину не менее 4 м и создаёт условия для крупнотоннажного судоходства на участке Волги от Саратова до Астрахани. Сооружения гидроузла используются для устройства постоянного перехода по ним через Волгу железнодорожного и автодорожного транспорта, что обеспечивает кратчайшую связь районов Поволжья между собой. Волжская ГЭС является единственным железнодорожным переходом на участке Волги от Саратова до Астрахани. До введения в эксплуатацию в 2009 году автомобильного Волгоградского моста была также единственным автодорожным мостовым переходом через Волгу на участке между Саратовским и Астраханским мостами.
Волгоградское водохранилище обеспечивает водоснабжение населённых пунктов, включая г. Волгоград, и промышленных предприятий, а также функционирование ряда оросительных систем — Палласовской, Заволжской, Большой Волгоградской, Тажинской. Также водохранилище обеспечивает защиту нижележащих территорий от наводнений, имеет большое рыбохозяйственное (допустимый вылов оценивается в 1420 тонн в год) и рекреационное значение.
Создание Волгоградского водохранилища привело к затоплению значительных земельных площадей. Всего было затоплено 269,3 тыс. га земель в Волгоградской и Саратовской областях, в том числе 30,4 тыс. га пашни, 107 тыс. га сенокосов и пастбищ, 70,2 тыс. га леса и кустарников. По удельным показателям (площадь затопленных сельхозугодий на МВт установленной мощности) Волжская ГЭС является одной из самых эффективных станций каскада ГЭС на Волге, уступая только Саратовскому и Чебоксарскому гидроузлам. Потери сельского хозяйства от затопления земель компенсировались вводом в оборот новых угодий и повышением эффективности использования существующих, в частности путём орошения. Для защиты отдельных участков городов Сталинграда, Камышина, Дубовки, Саратова, Вольска и Энгельса от затопления и берегопереработки были построены инженерные защиты в виде обвалования и берегоукрепления.
Волжская ГЭС стала основой для формирования крупного Волжского территориально-производственного комплекса, включающего Волгоградский алюминиевый завод, ряд крупных предприятий химической промышленности (Волжский завод органического синтеза, Волжский завод синтетического волокна, завод синтетического каучука), подшипниковый завод и др. Возведённый на пустом месте посёлок гидростроителей Волжской ГЭС постепенно превратился в город Волжский с населением более 300 тысяч человек.

### Социальные последствия
При создании Волгоградского водохранилища было переселено около 55 тысяч человек (15 157 домовладений). Водохранилищем было затронуто в разной степени (полное или частичное затопление, подтопление, берегопереработка) 125 населённых пунктов, в подавляющем большинстве — сельских, всего из зоны затопления было перенесено 18 495 строений. Процесс переселения ускорил необратимое разрушение традиционного уклада жизни, сложившихся системы расселения и сельскохозяйственного производства.
В зоне затопления Волгоградского водохранилища в 1951—1957 годах были проведены крупномасштабные археологические работы силами специально созданной Институтом материальной культуры АН СССР Сталинградской археологической экспедиции. Раскопками были охвачены все основные группы курганных могильников и остатки поселений, всего было раскопано около 2000 захоронений. Крупным научным достижением стало открытие и исследование стоянки эпохи палеолита в балке Сухая Мечетка. В результате проведённых работ фонд археологических источников Поволжья был многократно увеличен.

### Экологические последствия
Плотина Волжской ГЭС, являющейся нижней ступенью каскада, ограничила путь на нерест проходным рыбам Каспийского моря, но оставила нерестилища нижнего бьефа Волгоградского гидроузла. Особенно пострадали белуга, русский осётр, белорыбица, волжская сельдь. В меньшей степени были затронуты виды, нерестящиеся ниже плотины ГЭС, например, севрюга и вобла. С целью компенсации ущерба рыбному хозяйству было организовано искусственное рыборазведение, в частности функционирующий с 1961 года Волгоградский осетровый рыбоводный завод расположен непосредственно на территории ГЭС, в том числе непосредственно в теле плотины. В состав сооружений станции был включён рыбоподъёмник, также предполагался пропуск рыбы через судоходные шлюзы. С 1962 по 1967 год через плотину Волжской ГЭС осетровых пропускалось от 17 до 67 тысяч особей в год, сельдевых — от 435 до 1228 тысяч в год, кроме того, проходило также много сомов, сазанов, судаков, лещей и других рыб. Принятые меры позволили не только сохранить, но и увеличить выловы осетровых рыб в Волго-Каспийском бассейне. Обвальное снижение выловов осетровых началось в конце 1980-х годов и объясняется комплексом причин — резким усилением браконьерства, прогрессирующим загрязнением реки, подрывом кормовой базы осетровых в результате деятельности инвазивных видов (мнемиопсис, ризосоления и т. п.).
Группа учёных Института глобального климата и экологии (Москва), Гидрохимического института (Ростов-на-Дону), Государственного океанографического института (Москва), Научно-производственного объединения «Тайфун» (Обнинск) опубликовала результаты своих исследований и наблюдений в 2005—2006 годах поверхностных вод в ежегодниках Росгидромета. Причиной катастрофической гибели рыб и другой биоты в турбинах Волжской ГЭС является кавитация, одновременно разрушающая сами турбины. Ежегодно через 22 турбины Волжской ГЭС скатывается 72,867 млрд экземпляров рыб первого года жизни. Из отчёта группы учёных следует, что: «…миллиарды экземпляров молоди рыб, проходя через работающие агрегаты ГЭС, подвергаются мощному воздействию потока, травмируются, гибнут, и в результате рыбное хозяйство теряет десятки тысяч тонн промысловой рыбы только в бассейне р. Волги, зарегулированной плотиной Волжской ГЭС». Гибель покатников в турбинах ГЭС составляет 93 процента. После прохождения турбин погибший (в основном) планктон разлагается, образуя так называемую зону поражения реки, протяжённостью сотни километров.
В результате функционирования всего Волжско-Камского каскада произошло внутригодовое перераспределение стока с половодья на меженные периоды, что привело к уменьшению продолжительности и степени заливаемости Волго-Ахтубинской поймы и ухудшило условия нереста рыбы. Для минимизации негативных последствий в период половодья для Волжской ГЭС назначается специальный режим повышенного пропуска воды (специальный весенний попуск). В соответствии с правилами использования водных ресурсов Волгоградского водохранилища, объём и график спецпопуска определяются в соответствии с прогнозом весеннего половодья, фактическими объёмами воды в водохранилищах каскада к началу весны, необходимостью водообеспечения всех потребителей как в период половодья, так и в последующие периоды времени. В ходе спецпопуска рекомендуется устанавливать режим максимальных расходов воды в объёме 25000—27000 м³/с в течение 5—7 дней (так называемая «сельскохозяйственная полка»). Высказываются предположения о том, что гидроэлектростанция производит регулирование стока с целью максимальной выработки электроэнергии, не учитывая экологические требования, что не соответствует действительности, поскольку Волжская ГЭС не принимает самостоятельных решений по режиму пропуска воды — это исключительная прерогатива Росводресурсов, учитывающих при назначении режимов интересы всех водопользователей и имеющих в первом приоритете задачи обеспечения гарантированного водоснабжения и защиты от наводнений.
При строительстве Волжской ГЭС одной из земляных плотин было перекрыто естественное русло Ахтубы, для обеспечения подачи в неё воды был построен Волго-Ахтубинский канал длиной 6,6 км. Также рассматривается возможность строительства специального водопропускного сооружения для подачи воды через плотину Волжской ГЭС в Ахтубу, с возможным сооружением на нём малой ГЭС, а также регулирующего сооружения в Волго-Ахтубинском канале.

## История строительства

### Проектирование
В июне 1931 года при секторе капитальных работ Госплана СССР было организовано постоянное совещание по проблеме Большой Волги, в которое входили представители большого количества организаций. Задачей совещания стала проработка проектов создания на Волге каскада комплексных (в первую очередь транспортно-энергетических) гидроузлов. В период с 1931 по 1936 год разрабатывалось множество различных вариантов преобразования Волги, с этой целью проводились сотни заседаний и совещаний. В схеме «Большой Волги» постоянно менялось и количество входящих в неё гидроузлов и их параметры, только до 1934 года на экспертизу Госплана поступило 14 различных проектов. Уже в ранних проработках схемы (как минимум, с октября 1931 года) в качестве нижней ступени каскада рассматривалась гидроэлектростанция в районе г. Камышин, причём в отличие от других гидроузлов каскада её важной функцией, помимо энергетической и транспортной, являлась орошение засушливых земель. К 1932 году главный инженер «Волгостроя» А. В. Чаплыгин представил проект каскада ГЭС на Волге из шести станций: Угличской, Ярославской, Балахнинской, Чебоксарской, Самарской и Камышинской, который получил поддержку. 25 февраля 1932 года решением Нижне-Волжского крайкома ВКП(б) были начаты изыскания в районе Камышинского гидроузла, а 22 мая 1932 года было выпущено постановление СНК СССР и ЦК ВКП(б) «О борьбе с засухой и орошении Заволжья», санкционирующее строительство Камышинской гидроэлектростанции:

В целях уничтожения засухи в районах Заволжья и организации в Заволжье устойчивой пшеничной базы с валовым производством в 300 млн пуд. пшеницы на поливных землях, Совет народных комиссаров и ЦК ВКП(б) постановляют:
- 1. Признать необходимым сооружение гидростанции в районе Камышина с отметкой не свыше 23-24 метра, обеспечивающей орошение машинным способом посевной площади в 4,3 млн га в Заволжье (Средняя Волга с захватом районов примерно Кинель-Самарка на севере и Нижняя Волга до параллели Камышина — на юге).
- 2. Мощность гидростанции определить в 1,8-2 млн киловатт.
- 3. Для выработки проекта и проведения необходимых изыскательных работ создать при НКЗ Союза изыскательно-проектировочную организацию «Нижне-Волго-проект» во главе с академиком И. Г. Александровым.
- 4. Для выполнения всех работ по строительству гидростанции, насосных станций, оросительной сети и системы водохранилищ поручить Наркомзему СССР совместно с Наркомтяжпромом СССР представить проект организации специального строительного управления.
- 5. При выработке проекта обязательно учесть интересы водного транспорта.
- 6. Срок окончания строительства Камышинского узла, насосных станций и оросительной сети — 1937 год.

Немедленно были развёрнуты проектные работы, в том же году в Москве было организовано центральное управление Нижневолгопроекта с отделением в Ленинграде и конторами по изысканиям в Камышине, Саратове и Самаре. В 1933 году под редакцией И. Г. Александрова вышла книга «Ирригация Заволжья. Проект орошения 4 млн га и реконструкции Нижней Волги на базе Камышинской плотины и ГЭС», включавшая в себя, помимо описания гидротехнических сооружений, план мелиоративной, транспортной и энергетической инфраструктуры. Были проведены активные геологические изыскания, к выбору створа (из трёх возможных вариантов) были привлечены итальянские специалисты. В 1934 году проект Камышинского гидроузла был представлен Александровым на государственную экспертизу. Тем не менее, решение о начале строительных работ принято не было, и в 1936 году работы по Камышинской ГЭС были свёрнуты по причине необходимости концентрации ресурсов на строительстве более эффективного и приоритетного Куйбышевского гидроузла.
К вопросу строительства гидроэлектростанции на Нижней Волге вернулись после окончания Великой Отечественной войны. Проектирование станции Постановлением Совета Министров СССР от 30 июня 1949 года «О проектно-изыскательских работах по Сталинградской гидроэлектростанции на р. Волге» было поручено Гидропроекту Главгидростроя МВД СССР, который в конце 1940-х годов отказался от створа в Камышине в пользу строительства двух ГЭС в районе Балаково (будущая Саратовская ГЭС) и Сталинграда, что позволяло уменьшить площади затопления. 6 августа 1950 года на основании разработанной Гидропроектом схемы использования нижнего течения Волги было принято постановление Совета Министров СССР о сооружении Сталинградской ГЭС мощностью 1700 МВт с отметкой НПУ водохранилища 30 м и выработкой около 10 млрд кВт.ч электроэнергии. Гидропроектом были проведены большие объёмы проектно-изыскательских работ, в частности у Мамаева кургана в Сталинграде была построена модель гидроэлектростанции в масштабе 1:150, на которой отрабатывались компоновка основных сооружений, особенности перекрытия реки, варианты гашения энергии сбрасываемой воды в нижнем бьефе и т. п.
При проектировании Сталинградской ГЭС (главный инженер проекта — А. В. Михайлов) широко использовался опыт проектирования и строительства Куйбышевской ГЭС, многие элементы сооружений и оборудования обеих станций идентичны или конструктивно близки. Проектное задание Сталинградской ГЭС было представлено на экспертизу в мае 1951 года и утверждено 3 мая 1952 года со следующими параметрами: мощность станции 1785 МВт (17 гидроагрегатов), выработка электроэнергии 10 млрд кВт.ч. Технический проект станции был утверждён 21 сентября 1956 года при мощности 2310 МВт (22 гидроагрегата), в дальнейшем была выявлена возможность увеличения мощности гидроагрегатов с 105 до 115 МВт, что позволило увеличить мощность станции до 2563 МВт. В ходе строительства станции её проект существенно видоизменялся — было введено отдельное сороудерживающее сооружение, полуоткрытый машинный зал заменён на закрытый, добавлены рыбоподъёмник и Межшлюзовая ГЭС. В результате объявленного Н. С. Хрущёвым курса на ликвидацию «архитектурных излишеств» из проекта станции убрали башни, шпили, скульптуры и другие элементы декора. Всего в проектировании и строительстве Волжской ГЭС участвовали 11 научно-исследовательских институтов и около 100 проектных организаций, учебных заведений и заводских конструкторских бюро. Академия наук СССР неоднократно проводила на стройплощадке станции заседания по конкретным вопросам гидротехнического строительства. В рамках создания Сталинградского гидроузла также проектировался крупный самотёчный магистральный канал для обводнения северной части Прикаспийской низменности, который должен был протянуться от Волгоградского водохранилища до реки Урал; от его строительства отказались в 1953 году, после смерти Сталина.

### Строительство

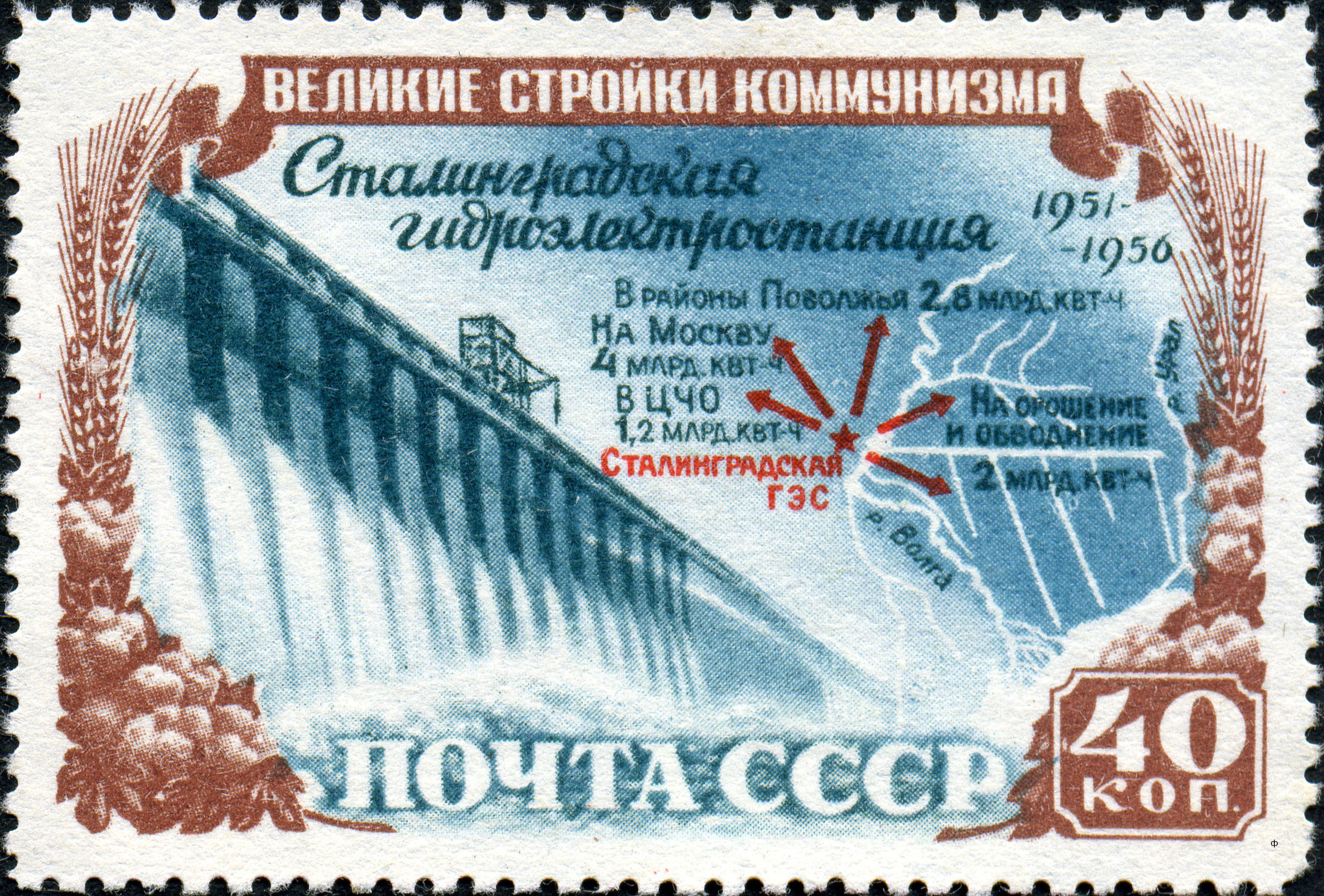
Марка СССР (1951): Великие стройки коммунизма. Сталинградская ГЭС

Строительство Сталинградской ГЭС было возложено на МВД СССР, по первоначальным планам начать её возведение планировалось в 1951 году и вывести ГЭС на полную мощность в 1956 году. Для сооружения станции министерством была организована строительная организация «Сталинградгидрострой», а для обеспечения её рабочей силой 17 августа 1950 года был образован Ахтубинский исправительно-трудовой лагерь (Ахтублаг, ИТЛ Сталинградгидростроя). Руководство Сталинградгидростроем и Ахтублагом было возложено на Ф. Г. Логинова, до этого руководившего восстановлением Днепрогэса. Подготовительные работы по строительству Сталинградской ГЭС были начаты в 1950 году, за этот год было освоено капиталовложений на сумму 16,7 миллиона рублей, выполнено 290 тыс. м³ земляных работ (в том числе 240 тыс. м³ дноуглубительных работ на реке Ахтубе), велось строительство жилья, складов, дорог и других объектов инфраструктуры. По состоянию на 1 января 1951 года на строительстве Сталинградской ГЭС работало 6084 человека, в том числе 4969 заключённых и 1115 вольнонаёмных. Строительство станции потребовало проведения масштабных работ по разминированию территории, поскольку в годы войны недалеко от стройплощадки велись тяжёлые бои.
В 1951 году возведение станции вошло в перечень «Великих строек коммунизма». Было начато строительство каменных домов в посёлке гидростроителей, впоследствии превратившемся в город Волжский. По инициативе Ф. Г. Логинова было решено отказаться от сооружения в посёлке временного жилья, что противоречило тогдашней практике гидроэнергетического строительства. Продолжалось возведение объектов инфраструктуры. К концу года количество заключённых в Ахтублаге достигло 13664 человек. В 1952 году начались земляные работы на основных сооружениях станции, причём строительство перемычек котлована и разработка самого котлована производилась земснарядами. Последний грунт из котлована был вынут в августе 1953 года, всего при сооружении котлована здания ГЭС и водосливной плотины было перемещено 7 млн м³ грунта. .
Численность заключённых Ахтублага достигла максимума 1 января 1953 года — 26 044 человека. После смерти И. В. Сталина было принято решение о резком сокращении использования труда заключённых на строительстве, была проведена широкомасштабная амнистия, коснувшаяся миллиона заключённых (из их общего числа в 2,5 млн). В мае 1953 года Ахтублаг был ликвидирован, а строительство Сталинградской ГЭС было выведено из зоны ответственности МВД СССР, «Сталинградгидрострой» был передан Главгидрострою Министерства электростанций и электропромышленности СССР. Таким образом, заключённые принимали участие в возведении Волжской ГЭС только на начальном этапе строительства, при этом уже в 1952 году около половины численности строителей составляли вольнонаёмные.

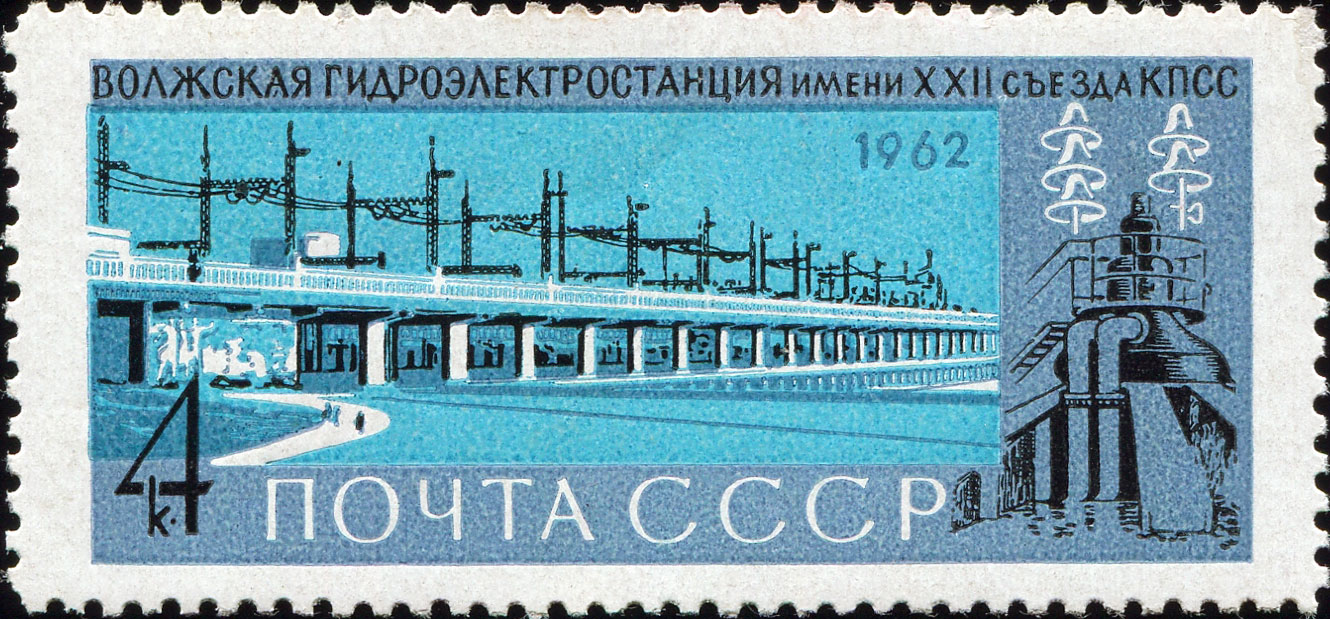
Почтовая марка 1962 года. Стройки коммунизма. Волжская гидроэлектростанция.

Уход со строительства заключённых, которых не удалось быстро заместить вольнонаёмным персоналом, привёл к заметному снижению темпов строительства. Ситуацию усугубил перевод Ф. Г. Логинова в ноябре 1954 года на должность министра строительства электростанций СССР, при этом сменивший его Ю. И. Гаевский не смог в должной мере организовать работу. В результате численность строителей не только не возрастала, но и снижалась — если в 1953 году на стройке в среднем работало 21 628 человек вольнонаёмных строителей, то в 1954 году — 21 178 человек, в 1955 году — 19 090 человек. Из событий этого периода стоит отметить укладку первого бетона в здание ГЭС 5 сентября 1954 года, а также начало укладки бетона в водосливную плотину в октябре 1955 года.

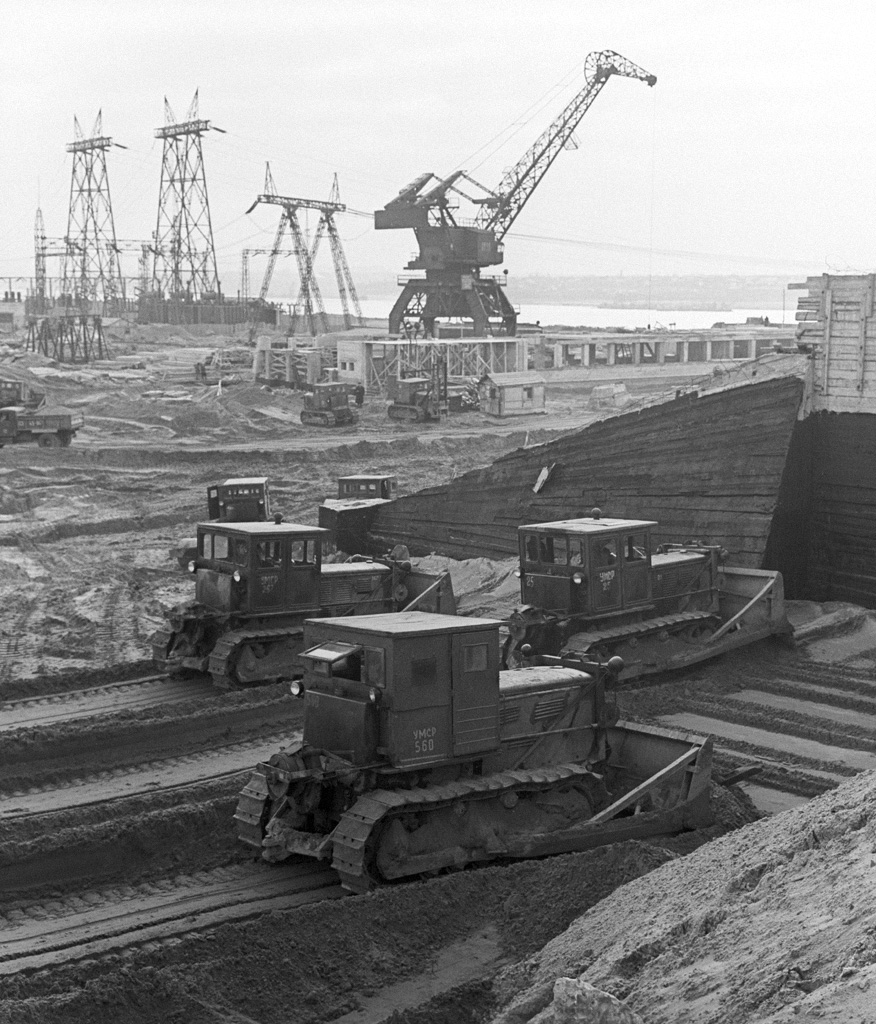
Многочисленные тракторы С-80 на строительстве Волжской ГЭС, ноябрь 1961

В 1956 году руководителем «Сталинградгидростроя» стал Герой Социалистического Труда А. П. Александров, ранее начальник управления правого берега на строительстве Куйбышевской ГЭС и начальник строительства Цимлянской ГЭС. Новый руководитель сумел в короткие сроки увеличить численность строителей и темпы стройки — если в 1956 году на строительстве станции работали 23 668 человек, то в 1957 году — 29 815 человек, а в 1958 году — 37 992 человека (максимальное количество за весь период строительства). В 1956 году были начаты монтажные работы на судоходных шлюзах, а в апреле 1957 года — монтаж первого гидроагрегата. Река Волга была перекрыта 31 октября 1958 года, пуск первого гидроагрегата (со станционным № 5) состоялся 15 декабря 1958 года (он оказался неудачным — сгорел подпятник генератора, гидроагрегат был повторно пущен 22 декабря 1958 года, и именно эта дата считается датой пуска станции), до конца года были введены в эксплуатацию ещё два гидроагрегата. В 1959 году ввели в эксплуатацию ещё 9 гидроагрегатов. В 1960 году было завершено строительство сооружений напорного фронта, водохранилище заполнено до проектной отметки и введены в работу ещё 9 гидроагрегатов. При мощности 2415 МВт станция на некоторое время стала крупнейшей ГЭС в мире.
В 1961 году был введён в эксплуатацию рыбоподъёмник, Сталинградская ГЭС была переименована в Волжскую ГЭС им. XXII съезда КПСС и 9 сентября 1961 года была принята государственной комиссией. В апреле 1962 года Совмин СССР рассмотрел выводы правительственной комиссии и утвердил акт приёмки Волжской ГЭС в промышленную эксплуатацию. На полную мощность 2541 МВт Волжская ГЭС вышла 30 ноября 1962 года, после ввода в эксплуатацию экспериментального гидроагрегата № 1.

В ходе строительства Волжской ГЭС было произведено 145,2 млн м³ земляных работ, уложено 3,9 млн м³ каменной наброски, дренажей и фильтров, 5,47 млн м³ бетона и железобетона, смонтировано 79,3 тыс. т металлоконструкций и механизмов. Фактическая стоимость строительства станции составила 836,4 млн рублей в ценах 1961 года, причём была достигнута экономия 48,3 млн рублей от сметной стоимости. В ходе строительства станции был реализован целый ряд нестандартных технических решений. Впервые в стране были разработаны и применены вибрационные машины, гидровибробурение скважин, крупноблочные керамзитобетонные конструкции, поточный метод монтажа гидроагрегатов, позволявший собирать несколько машин одновременно. Машинный зал станции был полностью выполнен из сборного железобетона. Уровень механизации строительных работ составлял 97-100 %. Для транспортировки строительных материалов через Волгу была построена уникальная канатная дорога. Сама Волжская ГЭС стала полигоном для отработки новых технологий, таких как водяное охлаждение генератора (на экспериментальном гидроагрегате № 1), выдача мощности по линиям электропередачи напряжением 400 кВ (позднее 500 кВ) переменного тока, а также по ЛЭП постоянного тока «Волгоград — Донбасс».

## Эксплуатация

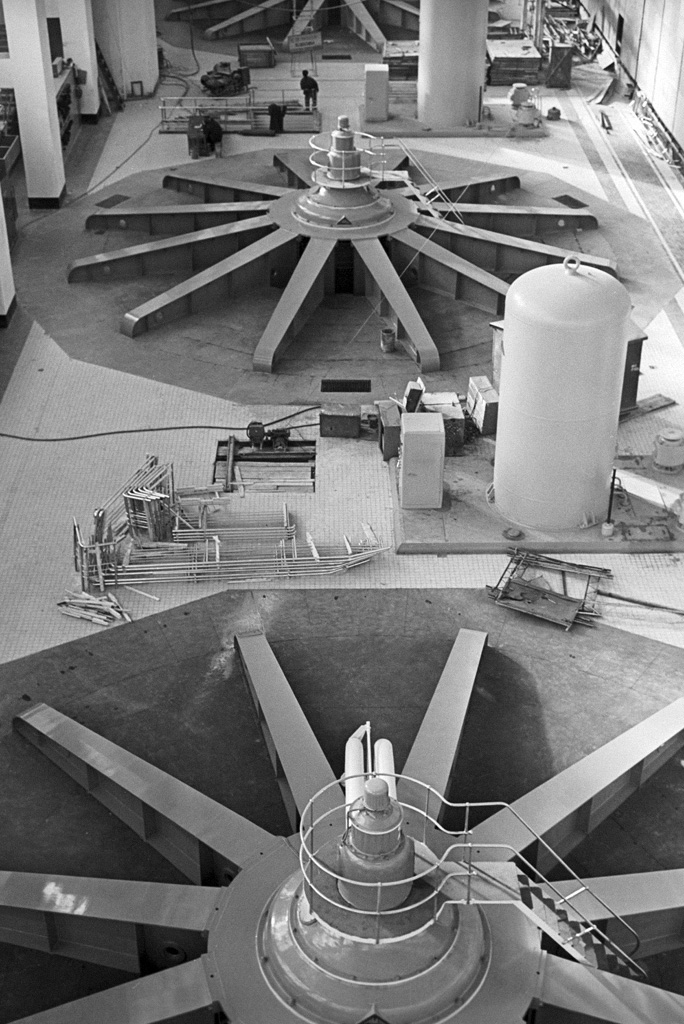
Машинный зал, 1961 год

До 1963 года Волжская ГЭС являлась крупнейшей гидроэлектростанцией СССР и мира, уступив первенство Братской ГЭС. Поскольку строительство Волжской ГЭС являлось качественным рывком для советской гидроэнергетики (до неё и близкой по конструкции и мощности Куйбышевской ГЭС крупнейшей гидроэлектростанцией СССР был Днепрогэс, вчетверо меньший по мощности), оборудование станции на такую мощность создавалось впервые и потребовало определённой доводки в ходе эксплуатации. Много проблем доставили подпятники генераторов, покрытые баббитом — они не выдерживали давления и плавились. Проблема была окончательно решена только в 1980-х годах после внедрения покрытия сегментов подпятника на основе фторопласта. Камеры рабочего колеса гидротурбин и лопасти турбин оказались подвержены кавитации, с ней боролись путём внедрения облицовок из нержавеющей стали. Тем не менее, надёжность лопастей гидротурбин оставалась недостаточно высокой, в ходе эксплуатации неоднократно отмечались случаи образования в лопастях сквозных трещин, что несколько раз приводило к облому участков лопастей на работающей турбине. Одной из наиболее серьёзных стала авария 31 октября 1999 года на гидроагрегате № 16, когда вследствие отрыва куска облицовки камеры рабочего колеса произошёл обрыв двух лопастей гидротурбины. Регуляторы турбин в ходе эксплуатации были реконструированы с использованием электрогидравлических приставок, что повысило чувствительность и быстродействие системы регулирования.
В ходе эксплуатации были зафиксированы неоднократные случаи выхода из строя обмоток статоров генераторов вследствие пробоев изоляции. Проблема была решена путём замены стержней статоров, для чего на Волжской ГЭС был создан специальный производственный участок, где было изготовлено 42 комплекта стержней (для Волжской и Жигулёвской ГЭС). Оказались недостаточно надёжными первые в мире силовые трансформаторы напряжением 500 кВ, а также трансформаторы 220 кВ с обмотками 89 кВ (для питания линии постоянного тока). В 1983—1990 годах трансформаторы были заменены на новые. Также были заменены маслонаполненные кабели напряжением 220 кВ на новые кабели с бо́льшим сечением. В 1970-х годах ртутные вентили преобразовательной подстанции постоянного тока были заменены на тиристорные.
Серьёзным испытанием для станции стал мощный паводок 1979 года, когда расходы воды через станцию достигли максимального значения за всю её историю — 34 000 м³/с. Паводок был успешно пропущен без использования водосбросов здания ГЭС. При этом плавающими брёвнами была повреждена экспериментальная гидротурбина гидроагрегата № 1, кроме того, сама турбина исчерпала свой ресурс, что послужило причиной её замены в 1988 году на пропеллерную турбину с возможностью перестановки угла лопастей ПР-30/587а-В-930. Новая турбина, также фактически экспериментальная, оказалась недостаточно удачной вследствие поломки механизма поворота лопастей и могла работать только в узком диапазоне мощностей. Также в начале 1980-х годов были проведены значительные буровые и цементационные работы по усилению русловой правобережной плотины.
В 1993 году Волжская ГЭС была выделена из состава Производственного объединения «Волгоградэнерго» в отдельное акционерное общество — ОАО «Волжская ГЭС», находящееся под контролем РАО «ЕЭС России». В ходе реформы РАО ЕЭС, с середины 2001 года ОАО «Волжская ГЭС» было передано под управление ОАО «Управляющая компания Волжский гидроэнергетический каскад», с декабря 2004 года перешло под контроль ОАО «ГидроОГК». 9 января 2008 года ОАО «Волжская ГЭС» было ликвидировано путём присоединения к ОАО «ГидроОГК» (позднее переименованного в ПАО «РусГидро»), в состав которого Волжская ГЭС вошла на правах филиала. В 2025 году станции было присвоено имя Ф. Г. Логинова.

### Модернизация

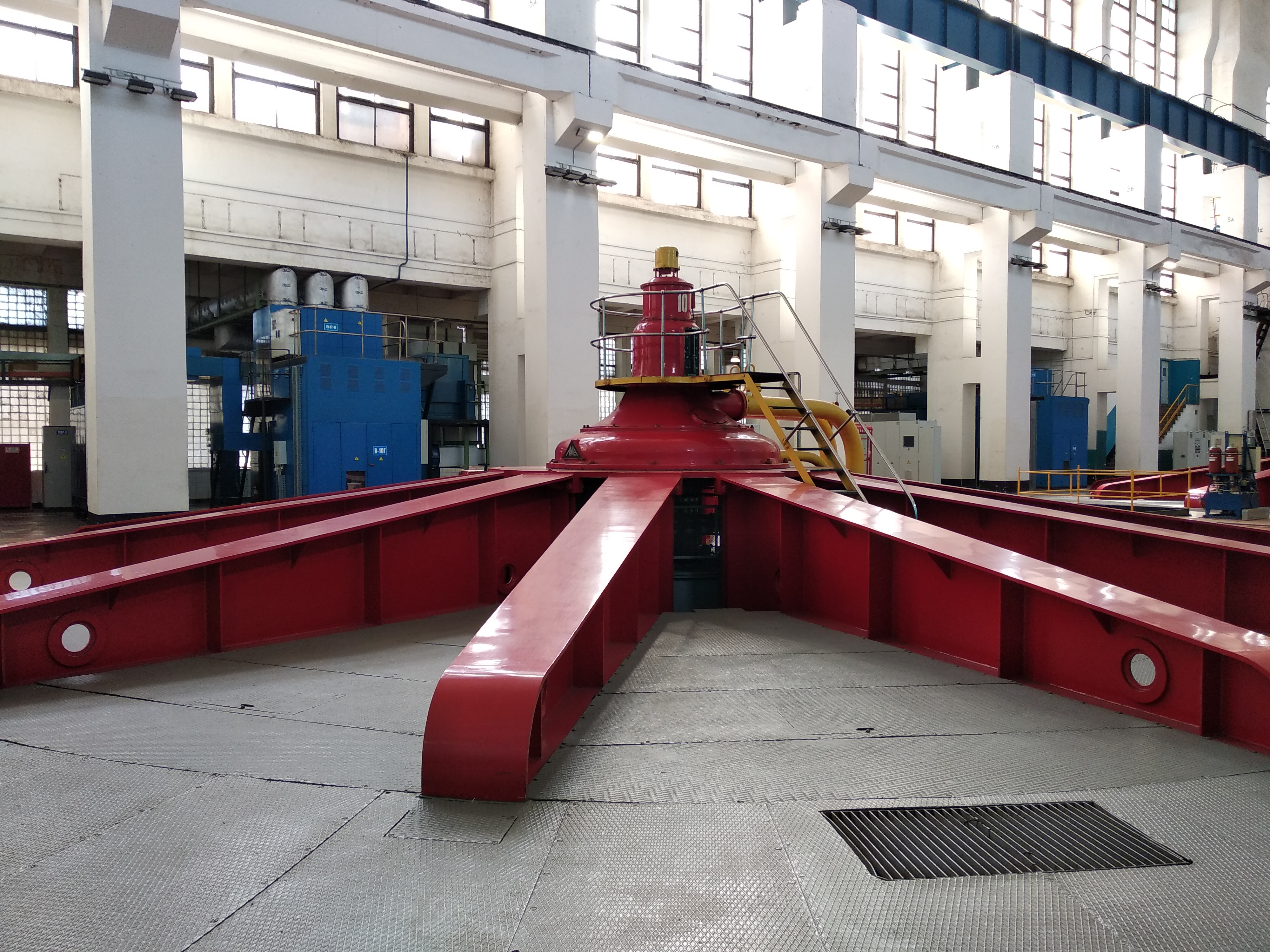
Старый гидроагрегат Волжской ГЭС

Несмотря на проведённые в советское время модернизации, к началу 1990-х годов оборудование Волжской ГЭС отработало более 30 лет и стало нуждаться в замене. Первые пять гидротурбин ПЛ-587-ВБ-930 были заменены на новые машины ПЛ-30/587-В-930 в 1998, 2001, 2002, 2005 и 2006 годах. Новые турбины имеют повышенную мощность, что позволило увеличить мощность Волжской ГЭС на 25 МВт. На следующем этапе были заменены ещё 7 гидротурбин на новые, ещё более мощные машины ПЛ-30/877-В-930: в 2008 году — одна турбина и в 2009, 2012 и 2013 годах — ещё по две турбины. В 2011 году между «РусГидро» и «Силовыми машинами» был заключён долгосрочный договор, предусматривающий замену оставшихся 10 гидротурбин и всех 22 гидрогенераторов. В рамках этого договора в 2014 году были заменены два генератора, в 2015 году — одна турбина и три генератора, в 2016 году — одна турбина и два генератора, в 2017 году — две турбины и два генератора, в 2018 году одна турбина и один генератор, в 2019 году — одна турбина и два генератора, в 2020 году — две турбины и два генератора, в 2021 году замена гидротурбин станции была завершена. Работы по замене гидрогенераторов станции (за исключением гидроагрегата рыбоподъёмника) планируется завершить в 2026 году. Одновременно по отдельному договору ведётся замена систем возбуждения генераторов. В результате замены оборудования на более эффективное, мощность Волжской ГЭС постепенно увеличивается и после окончания модернизации должна составить 2744,5 МВт.
В 2016 году были заменены автотрансформаторы, запланирована замена всех трансформаторов Волжской ГЭС, при этом трансформаторы группы 220 кВ будут заменены с однофазных на трёхфазные. Одновременно запланирована замена маслонаполненных кабелей 220 и 500 кВ на кабели с изоляцией из сшитого полиэтилена. В 2004—2007 годах проведена реконструкция ОРУ-220 кВ с заменой выключателей на элегазовые. Запланирована реконструкция ОРУ-500 кВ с полной заменой его оборудования и монтажом современного комплектного элегазового распределительного устройства (КРУЭ). В мае 2019 года впервые в России на Волжской ГЭС был введён в эксплуатацию фазоповоротный трансформатор, позволяющий обеспечить выдачу в энергосистему увеличивающейся в результате модернизации мощности станции без дополнительного электросетевого строительства.
В части гидромеханического оборудования ведётся замена затворов и сороудерживающих решёток. По состоянию на конец 2018 года заменено 34 комплекта сороудерживающих решёток, замену остальных 22 комплектов планируется завершить к 2028 году. Также заменено 19 затворов водосливной плотины, замена оставшихся 8 затворов будет завершена в 2021 году. В 2013—2014 годах проведены работы по замене пьезометров на земляных плотинах, в 2013—2015 годах создана автоматизированная система диагностического контроля фильтрационного режима грунтовых плотин.